# 미성년자 관람불가
"미성년자 관람불가"(About A Bad Boy)는 한국에서 제작된 박신우 감독의 2005년 영화이다. 정인기 등이 주연으로 출연하였고 송재영 등이 제작에 참여하였다.

## 출연

### 주연
- 정인기
- 성현수
- 이정인

## 기타
- 조명: 정상훈
- 조연출: 정소영
- 녹음: 김태연
- 미술: 김지아